# Терехова, Маргарита Борисовна
Маргарита Борисовна Те́рехова (род. 25 августа 1942, Туринск, Свердловская область) — советская и российская актриса, режиссёр театра и кино. Народная артистка России (1996), лауреат театральной премии имени К. С. Станиславского (1992). Одна из самых популярных актрис советского кинематографа 1970—1980 годов. Ведущая актриса Государственного академического театра имени Моссовета (1964—2005). Исполнила множество ролей в фильмах, среди которых «Монолог» (1972), «Собака на сене» (1977), «Д’Артаньян и три мушкетёра» (1978), «Благочестивая Марта» (1980) и другие. Сдержанный лиризм, богатство нюансов отличают исполнение Тереховой её лучших ролей (Матери и Натальи) в кинодраме «Зеркало» (1974), вошедшей в золотой фонд мирового кинематографа.

## Биография
Родилась 25 августа 1942 года в городе Туринск Свердловской области в семье актёра областного драмтеатра Бориса Ивановича Терехова. Мать, Галина Станиславовна Томашевич — актриса. Брак распался, и после войны Галина Станиславовна переехала с дочерью к сестре в Ташкент.
Маргарита окончила школу с золотой медалью. Была капитаном юношеской сборной Узбекской ССР по баскетболу. С 1959 года в течение двух лет училась на физико-математическом факультете в Ташкентском университете. Затем, оставив университет, уехала в Москву, где поступила на учёбу в школу-студию Ю. А. Завадского при театре имени Моссовета. После её окончания в 1964 году стала актрисой Театра имени Моссовета, на сцене которого проработала много лет, сыграв немало ролей, среди которых Клеопатра в спектакле «Цезарь и Клеопатра» по пьесе Дж. Б. Шоу (1964), Мари в спектакле «Глазами клоуна» по роману Г. Бёлля (1968), Соня в спектакле «Преступление и наказание» по роману Ф. М. Достоевского (1971), Елизавета в «Царской охоте» по пьесе Л. Г. Зорина (1977).
В 1965 году состоялся дебют Тереховой в кино — роль Тани в картине «Здравствуй, это я!» режиссёра Фрунзе Довлатяна. Известность актрисе принесли роли в кинодраме Павла Любимова «Бегущая по волнам» по одноимённому роману Александра Грина, Наташи Шипиловой в «Белорусском вокзале», Марии и Натальи в «Зеркале» Андрея Тарковского.
Особую популярность Маргарита Терехова приобрела в конце 1970-х годов, после выхода на экраны костюмированных музыкальных телефильмов «Собака на сене», «Д’Артаньян и три мушкетёра» и «Благочестивая Марта». В «Собаке на сене» и «Благочестивой Марте» за Терехову вокальные партии исполняли профессиональные певицы, а в картине «Д’Артаньян и три мушкетёра» она самостоятельно исполнила вокальный номер в сцене, где Миледи провоцирует Фельтона на убийство Бекингема. При этом Максим Дунаевский, написавший всю музыку к этому фильму, остался недоволен её вокалом. По его мнению, «Маргарита Терехова… это редкий случай полного отсутствия музыкальности», в результате чего музыкальный номер с её участием получился провальным.
Маргарита Терехова работала и дружила с Игорем Тальковым. С 1983 по 1987 год игралa в организованном ими театральном коллективе «Балаганчик».
В 2005 году Терехова дебютировала в качестве режиссёра и сценариста, сняв фильм «Чайка» по одноимённой пьесе А. П. Чехова, в котором сыграла роль Аркадиной и сняла своих детей Александра и Анну.
В 2012 году на X Московском фестивале отечественного кино «Московская премьера» в Киноцентре на Красной Пресне прошли торжества в честь 70-летия Маргариты Тереховой. Президент кинофестиваля Алексей Баталов и сестра режиссёра Андрея Тарковского Марина вручили «актрисе на все времена» диплом и почётный приз за вклад в кинематограф.

## Личная жизнь
Дед — Ян Станислав Гелиодор Томашевич, офицер царской армии, погиб в Гражданскую войну. Бабушка — Анна Адамовна Шанявская, служила сестрой милосердия, заболела тифом и умерла в Крыму, оставив трех дочерей: Галину, Веру и Нину, которые попали в Евпаторийский детский дом.
Отец — Борис Иванович Терехов (1913—1976), актёр, режиссёр. Мать — Галина Станиславовна Томашевич, родилась в Польше, актриса. Окончила Симферопольское театральное училище, служила в Свердловском областном театре драмы. После развода с Борисом Тереховым растила дочь сама. Работала в библиотеке ташкентского окружного Дома офицеров. В 1966 году переехала к дочери в Москву. Ради внучки Анны (род. 1967) оставила работу.
Трижды была замужем:
Первый брак (1964—1967) с заслуженным артистом России Вячеславом Бутенко (род. 1942).
Второй брак (1967—1969) с болгарским актёром Саввой Хашимовым (1940—2012).
Дочь — Анна Саввовна Терехова (род. 1967), Заслуженная артистка России.
Третий (гражданский) брак с режиссёром Георгием Гавриловым (1960—2020).
Сын — Александр Терехов (род. 1981), актёр, фотограф, художник, окончил ВГИК. В 1990 году в фильме «Сломанный свет» Веры Глаголевой сыграл роль Саши, сына Катюши, которую играет Маргарита Терехова (в титрах указан как Саша Терехов).  Биологическим отцом Александра является Сайфиддин Тураев (1945—2020), таджикский предприниматель и политик. Терехова и Тураев встретились в 1977 году во время съёмок фильма «Кто поедет в Трускавец?» в Таджикистане. В то время Тураев возглавлял трикотажную фабрику, был женат, брак с Тереховой был невозможен; сам он отцовство отрицал.  Впоследствии официально усыновлён отчимом — Георгием Гавриловым. В фильме «Чайка» (2005) Александр снимался под фамилией Тураев. Женат на певице Татьяне Найник.. У пары есть дочь Вера, которая родилась 24 августа 2015 года. В 2022 году Александр отправился в Европу для творческой реализации, оставив жену и дочь в России. Несмотря на расстояние и сложности, супруги не намерены разводиться.

## Болезнь
С середины 2000-х годов у актрисы начала прогрессировать болезнь Альцгеймера. Последние публичные интервью Терехова дала в 2009 году Дмитрию Гордону и в 2011 году программе «И снова здравствуйте». Последние годы Терехова уже не может самостоятельно передвигаться, не встаёт и не в состоянии узнавать родных, близких, в том числе детей и внуков.

## Признание и награды
- Почётное звание «Заслуженный артист РСФСР» (31 декабря 1976 года) — за заслуги в области советского киноискусства[30]
- Гран-при Международного кинофестиваля авторских фильмов в Сан-Ремо, Италия (1991) (фильм «Только для сумасшедших»)
- Приз Международного кинофестиваля Северных стран в Руане, Франция (1992) (фильм «Только для сумасшедших»)
- Приз Международного кинофестиваля в Брюгге, Бельгия (1993) (фильм «Только для сумасшедших»)
- Приз Международного кинофестиваля в Красноярске, Россия (2015) (За озвучание роли Матери в фильме «Поездка к матери»)
- Почётное звание «Народная артистка Российской Федерации» (22 ноября 1996 года) — за большие заслуги в области искусства[31]
- Звание «Почётный гражданин Туринского района Свердловской области» (27 июня 2002 года) — за заслуги перед малой родиной[32][33][34]
- Почётная грамота Правительства Москвы (5 августа 2002 года) — за большие творческие достижения в развитии театрального искусства и в связи с юбилеем[35]
- Диплом и почётный приз X Московского фестиваля отечественного кино «Московская премьера» (24 августа 2012 года) — за значительные заслуги в кинематографе[36]
- Орден Почёта (19 января 2013 года) — за большие заслуги в развитии отечественной культуры и искусства, многолетнюю плодотворную деятельность[37]
- Специальный приз «Госпожа удача» им. Павла Луспекаева XXXII Открытого российского фестиваля кино «Киношок» (2 сентября 2023 года) — за мужество и достоинство в профессии[38]
- Золотой диплом «За вклад в кинематограф» (2023 год, кинофорум «Золотой Витязь»)[39]

## Творчество

### Театральные работы
Актриса
- 1964 — «Цезарь и Клеопатра» (Дж. Б. Шоу) — Клеопатра
- 1968 — «Глазами клоуна» (Г. Бёлль) — Мари
- 1971 — «Петербургские сновидения» (Ф. М. Достоевский) — Софья Семёновна Мармеладова
- 1974 — «Тощий приз» Э. Кинтеро — Асусена
- 1977 — «Царская охота» (Л. Г. Зорин) — Елизавета
- 1978 — «Дом на песке» — Валя
- 1979 — «Тема с вариациями» (С. И. Алёшин) — Любовь Сергеевна[40]
- «Сверчок» — Зуля
- «Дальше — тишина» — Рода
- «Поединок века» — Адель
- «Женщина в песках» (Кобо Абэ) — Женщина
- «Милый друг» (Ги де Мопассан, реж. Андрей Житинкин) — Виржини Вальтер
- 1977 — «Гамлет» (У. Шекспир) — Гертруда
- 1985 — «Да здравствует королева, виват» — Елизавета II[источник не указан 1992 дня]
- «Когда пройдёт пять лет» (Г. Лорка) — Маска

Режиссёр
- «Когда пройдёт пять лет» (Г. Лорка)

### Фильмография
Актёрские работы
- 1965 — Здравствуй, это я! — Таня
- 1966 — Бегущая по волнам (СССР-Болгария) — Фрэзи Грант
- 1967 — И эти губы, и глаза зелёные… — Джоан
- 1970 — Белорусский вокзал — Наташа Шипилова
- 1972 — Моя жизнь — Маша Должикова
- 1972 — Монолог — Тася Сретенская
- 1972 — Четвёртый — женщина, которую Он любил
- 1973 — Детство. Отрочество. Юность — Наталья Николаевна
- 1974 — Сергеев ищет Сергеева — Таня, девушка Юрия
- 1974 — Зеркало — Наталья, жена Алексея / Мария, мать Алексея
- 1975 — На всю оставшуюся жизнь… — Фаина, учительница
- 1975 — Рикки-Тикки-Тави (СССР-Индия) — Маргарет Лоусон
- 1975 — Доверие — Александра Коллонтай
- 1976 — Бриллианты для диктатуры пролетариата — Вера
- 1976 — Синяя птица (СССР-США) — Молоко
- 1976 — Пока стоят горы — Катя
- 1976 — Дневной поезд — Вера Карцева
- 1977 — Кто поедет в Трускавец — Она (озвучила другая актриса)
- 1977 — Собака на сене — графиня Диана де Бельфлёр
- 1977 — Мама, я жив (СССР, ГДР) — Светлана
- 1978 — Игроки — Аделаида Ивановна
- 1978 — Дети как дети — Вера
- 1978 — Расписание на послезавтра — Антонина Сергеевна, учительница русского языка и русской литературы в физико-математической школе им. Льва Ландау при академии наук СССР
- 1978 — Аист — Дорина
- 1978 — Д’Артаньян и три мушкетёра — Миледи Винтер
- 1979 — Мужчины и женщины — Надежда Сергеевна
- 1980 — Санта Эсперанса — Исабель
- 1980 — Благочестивая Марта — донья Марта
- 1980 — История кавалера де Гриё и Манон Леско — Манон Леско
- 1980 — Тайна Эдвина Друда — Елена
- 1981 — «Девочка, где ты живёшь?»
- 1982 — Давай поженимся — Елена Воронова
- 1983 — Всё могло быть иначе — Дарина Санду
- 1983 — За синими ночами — Ольга
- 1986 — Русь изначальная — Феодора
- 1988 — Диссидент — редактор
- 1989 — Зелёный огонь козы — Елена, мать Никиты
- 1989 — Оно — Анелька Лядоховская
- 1989 — Отче наш — женщина с ребёнком
- 1990 — Сломанный свет — Катюша
- 1990 — Только для сумасшедших — Рита, медсестра
- 1991 — Откровение Иоанна Первопечатника — Анастасия Садовская
- 1990 — Посредине мира — мать Арсения Тарковского / мать Андрея Тарковского / Анна Ахматова / Марина Цветаева
- 1992 — «Господи, прости нас, грешных»
- 1994 — Запретный плод / Забраненият плод (Болгария)
- 1995 — Тропа — тётя
- 1996 — Короли российского сыска — Марфа Петровна Морозова, вдова миллионера
- 2005 — Чайка — Ирина Николаевна Аркадина
- 2014 — Поездка к матери — голос за кадром

Телеспектакли
- 1969 — Улица Ангела — Лина
- 1971 — Семейное счастье — Маша
- 1980 — История кавалера де Гриё и Манон Леско — Манон Леско
- 1980 — Мне от любви покоя не найти (режиссёр Роман Виктюк) — все женские роли
- 1980 — Тайна Эдвина Друда — Елена

Режиссёр
- 2005 — Чайка

Сценарист
- 2005 — Чайка

Озвучивание
- 1965 — Джульетта и духи — женские роли (двухголосый закадровый перевод по заказу НТВ, 1994)[41]
- 1982 — Вердикт — Лора Фишер

## Документальные фильмы
- Документальный фильм. Автор: Елена Цыганкова. Т/к «Арт-Л», 2014 г (17 октября 2017). Маргарита Терехова. Отцы и дети.  50 мин. Первый канал. {{cite episode}}: |series= пропущен или пуст (справка); Внешняя ссылка в |credits= (справка)
- Документальный фильм. Автор: Наталья Передельская. ТК «Смарт-Муви», 2016 г (12 августа 2018). Маргарита Терехова. Одна в Зазеркалье.  50 мин. Первый канал. {{cite episode}}: |series= пропущен или пуст (справка); Внешняя ссылка в |credits= (справка)